# Caspar Memering
Caspar Josef Memering (* 1. Juni 1953 in Bockhorst) ist ein ehemaliger deutscher Fußballspieler. In der höchsten Spielklasse des deutschen Fußballs, der Bundesliga, spielte er für den Hamburger SV und den FC Schalke 04.

## Sportliche Laufbahn

### Vereinskarriere
In der Jugend spielte Memering ab 1962 bei der DJK Bockhorst in seinem Geburtsort und dann Anfang der 1970er-Jahre auf Vermittlung des DJK-Jugendleiters kurz bei Werder Bremen. Von 1970 bis 1973 erlernte er den Beruf des Einzelhandelskaufmanns. Mit dem HSV wurde Memering, Spitzname „Cappi“, in einer der erfolgreichsten Phasen des Vereins 1976 DFB-Pokalsieger, 1977 Europapokalsieger der Pokalsieger sowie 1979 und 1982 Deutscher Meister.
Von 1982 bis 1984 spielte er gemeinsam mit Gernot Rohr und Dieter Müller im französischen Oberhaus bei Girondins Bordeaux und wurde dort 1984 Meister. Wegen einer Gelenkerkrankung musste er knapp zwölf Monate pausieren und brachte es dadurch nur auf 27 Punktspiel- und sechs Europapokaleinsätze in den beiden Jahren. Er kehrte nach Deutschland zurück und unterschrieb beim FC Schalke 04. Im Alter von 32 Jahren beendete er verletzungsbedingt seine Profilaufbahn. Zwischen 1971 und 1986 absolvierte er 320 Spiele in der Elitespielklasse des deutschen Fußballs für den Hamburger SV und den FC Schalke 04.

### Auswahleinsätze
Nach seinem Wechsel zu Werder Bremen bot sich Memering auch für die U-18-Auswahl des DFB an. Er bestritt für diese Auswahl vier Einsätze und wirkte auch an der erfolgreichen Qualifikation für die Ausgabe 1971 des UEFA-Juniorenturniers, der inoffiziellen Europameisterschaft dieser Altersklasse, mit. Bei der Endrunde in der ČSSR setzten die Trainer aber auf andere Akteure, darunter Manfred Kaltz, seinem späteren Mitspieler beim HSV, der auch bei seinem Wechsel von der Weser an die Elbe beteiligt war.
Für die deutschen A-Nationalmannschaft absolvierte er 1979 und 1980 drei Länderspiele. 1980 wurde er ins Aufgebot der DFB-Elf für die Fußball-Europameisterschaft berufen, obwohl er beim HSV in dieser Zeit in Folge einer Knieoperation unter Trainer Branko Zebec einen schweren Stand hatte und kein Stammspieler war. Memering wurde mit dem Team von Jupp Derwall in Italien Europameister, kam bei der Endrunde allerdings nur im letzten Gruppenspiel der Vorrunde gegen Griechenland zum Einsatz. In der B-Nationalmannschaft war er zeitweise Kapitän und zwar zwischen 1975 und 1980 in acht Spielen am Ball.

### Erfolge
- Europameister 1980
- Finalist Europapokal der Landesmeister 1980
- Europapokalsieger der Pokalsieger 1977
- UEFA-Pokal-Finalist 1982
- Deutscher Meister 1979 und 1982
- Französischer Meister 1984
- Deutscher Vizemeister 1976, 1980 und 1981
- Deutscher Pokalsieger 1976
- Deutscher Pokalfinalist 1974

## Trainerlaufbahn
Ab September 1987 war Memering Trainer des SV Henstedt-Rhen in der Bezirksklasse Schleswig-Holstein. Beim Amateur-Oberligisten 1. SC Norderstedt war er Assistenztrainer von Willi Reimann, nach dessen Rücktritt Anfang September 1993 übernahm Memering übergangsweise den Trainerposten und blieb bis zum Jahreswechsel 1993/94 im Amt. 1997 machte er an der Sporthochschule Köln sein Diplom als Fußballlehrer in einem Jahrgang mit Bernd Schuster, Frank Neubarth, Wolfgang Wolf und Friedhelm Funkel. Ab Januar 2006 trainierte er viereinhalb Jahre den Bezirksligisten TuRa 07 Westrhauderfehn in Ostfriesland. Vom 1. Juli 2010 trainierte er den SV Bösel, bei dem er im April 2011 aus gesundheitlichen Gründen zurücktrat. Beruflich war er in der Verwaltung einer Großschlachterei tätig.

## Weiterer Werdegang
Nach der Fußballer- und Trainerlaufbahn arbeitete Memering in der Lebensmittelindustrie und dort in Garrel im Schweineschlachtbetrieb Böseler Goldschmaus.

## Trivia
Für den Gewinn der Fußballeuropameisterschaft wurde er 1980 von Bundespräsident Karl Carstens mit dem silbernen Lorbeerblatt ausgezeichnet.